# Philodromus orientalis
Philodromus orientalis es una especie de araña cangrejo del género Philodromus, familia Philodromidae. Fue descrita científicamente por Schenkel en 1963.

## Distribución
Esta especie se encuentra en China.